# Catanzaro
Pour les articles homonymes, voir Catanzaro (homonymie).
Catanzaro est une ville italienne, chef-lieu de la province de Catanzaro et de la région Calabre en Italie.

## Géographie
Construite sur les collines, Catanzaro s'ouvre sur la mer Ionienne à travers le golfe de Squillace.
Ville peu industrialisée, elle doit son essor au travail de la soie.

### Hameaux
Gagliano, Catanzaro Lido, Santa Maria, S. Antonio, Mater Domini, Siano, Bellavista, Sala, S. Janni, Cava, Signorello, Alli, Barone, Germaneto, Pontegrande.

### Communes limitrophes
Borgia, Caraffa di Catanzaro, Gimigliano, Girifalco, Pentone, San Floro, Squillace, Sellia, Settingiano, Simeri Crichi, Soverato, Tiriolo

## Histoire

### Origines
La naissance de Catanzaro remonte à l'Age néolithique. En effet on a découvert, dans la zone comprise entre Catanzaro et la ville voisine de Tiriolo (vers Gimigliano-Gagliano), des grottes avec des graffiti, des tombes, des monnaies, des inscriptions.
Selon certaines sources, le nom de la ville serait d'origine byzantine (en référence aux généraux Kattaro et Zaroou) ou grecque (kata'- antheros).
Nous disposons d’informations fiables en ce qui concerne la naissance byzantine de Catanzaro. En fait c'est la général de Byzance, Niceforo Foca qui, à cause des incursions des Sarrasins, décida l'édification définitive de la ville sur la colline. Catanzaro instaura des rapports commerciaux et culturels avec l'Orient. 

### Développement
Entre le IXe et le XIe siècle, Catanzaro, qui à cette époque était sous la domination byzantine, fut un des premiers centres à introduire la production de soie en Italie. La soie de Catanzaro approvisionnait presque toute l'Europe et était vendue dans des grandes foires aux marchands espagnols, vénitiens, génois, florentins et hollandais. Catanzaro devint la capitale européenne de la dentelle avec une grande installation d'élevage de vers à soie qui produisait toutes les dentelles et les linges utilisés au Vatican. La ville était célèbre pour sa fine fabrication de soies, de velours, de damas et de brocarts. Dans cette période, la Calabre seule produisait plus de soie que tout le reste de l'Italie,.
C'est au XVe siècle, durant la période aragonaise, que Catanzaro vécut des transformations dans la vie économique et sociale, triomphant dans la soie à tel point que les tisserands français de Tours et de Lyon demandèrent aux maîtres tisserands de Catanzaro qu'ils se rendent en France pour créer une école spécialisée dans l'art de la soie, en instruisant en même temps les tisserands locaux. Les maîtres de la soie de Catanzaro acceptèrent l'invitation, en exportant dans d'autres pays la technique parfaite de la soie pure, des velours, des tissus composés. Pour remarquer cette grande attitude des « catanzariti », il y a encore à Catanzaro un quartier appelé « Filanda », lieu autrefois des laboratoires et des écoles de la soie qui prit de l'importance avec le développement de l'industrie de la soie,,.
Vers cette époque la Calabre fut divisée en fiefs. A ce moment commencèrent les luttes avec les différents seigneurs. Catanzaro au contraire resta un domaine de Charles V, roi de Naples et lutta avec lui contre les feudataires calabrais liés au français Odet de Foix qui voulait la conquérir. Charles V et Catanzaro vainquirent et l'Empereur en reconnaissance accorda à la ville le droit de « battre monnaie ».
La victoire sur les Français et les feudataires rebelles avait fait gagner à la ville l'admiration et l'estime de l'Italie et de l'Europe. Charles V apprécia ce courage et définit Catanzaro ville « magnifica et fidelissima » en lui accordant l'honneur de l'écusson impérial de l'aigle royal avec la devise « sanguinis effusione», cette devise est reproduite aujourd'hui sur le gonfalon de la ville. Après la mort de Charles V, il y eut une période de décadence causée par la peste et par les conséquences du tremblement de terre. Sous le royaume de Charles VI aussi, Catanzaro, se distingua pour la culture, pour les écoles professionnelles.
La ville fut ravagée par deux séismes, l'un en 1783, l'autre en 1832.
La ville se partage avec Reggio de Calabre le titre de métropole régionale de la Calabre. Dans les années 1970, le transfert des institutions régionales de Reggio de Calabre à Catanzaro a donné lieu à des émeutes, mais seul le Conseil Régional de Calabre est resté à Reggio.

## Monuments et lieux d'intérêts

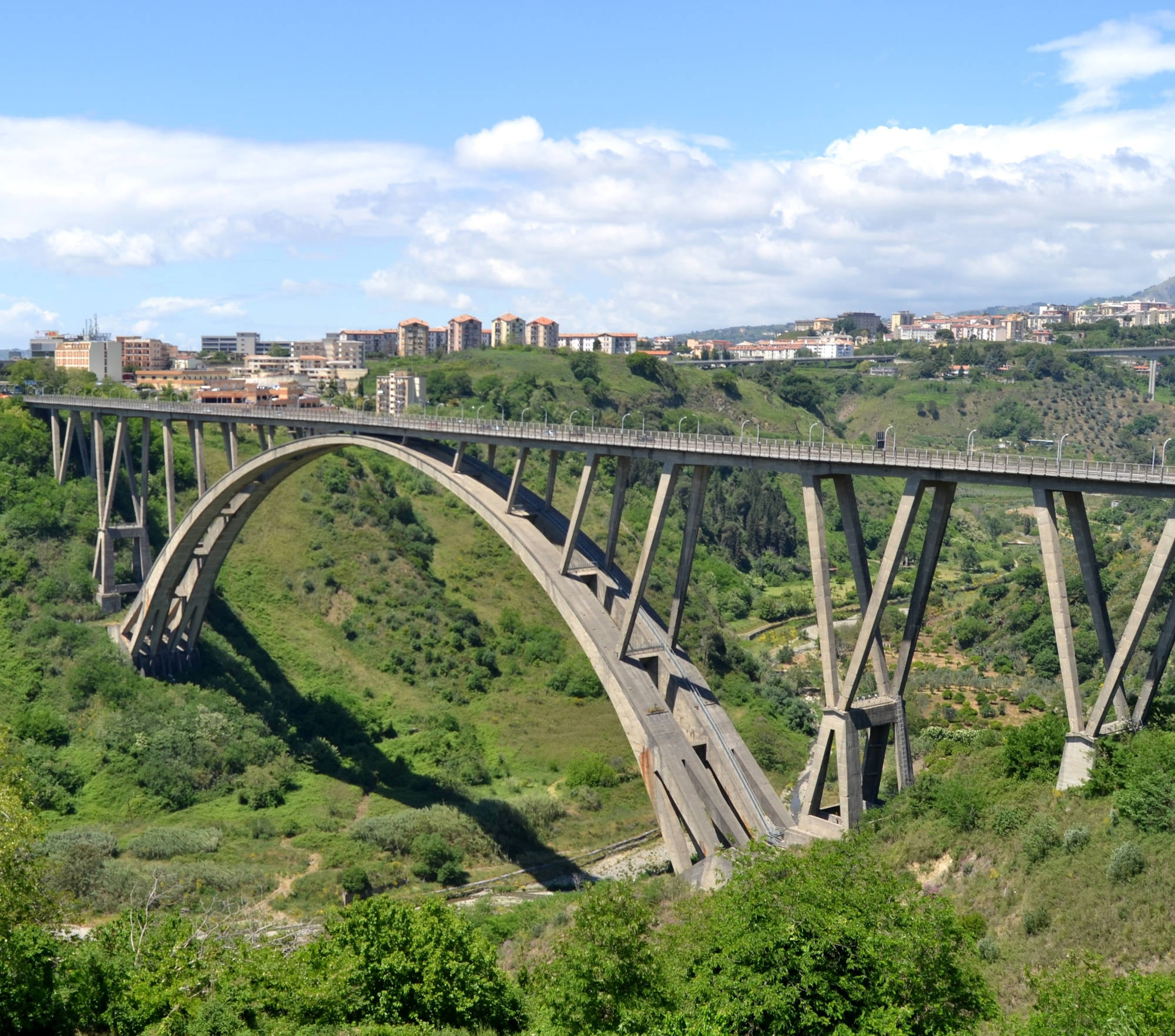
Catanzaro, viaduc Bisantis

### Ponts
- Pont Bisantis, plus grand viaduc d'Europe au moment de son inauguration.
- Viaduc de Fiumarella, pont en poutre-caisson.
- Viaduc de Musofalo, pont en poutre-caisson achevé en 2006.

### Culture
- Bibliothèque municipale Filippo De Nobili
- Académie des beaux-arts de Catanzaro

## Administration
| Période                                  | Période  | Identité                     | Étiquette                 | Qualité           |
| ---------------------------------------- | -------- | ---------------------------- | ------------------------- | ----------------- |
| 1806                                     | 1810     | Carlo De Nobili              |                           | 1er maire         |
| avant 1812                               | 1814     | Antonio De Riso              |                           |                   |
| 1815                                     | 1817     | Saverio de Siena Orsini      |                           |                   |
| Les données manquantes sont à compléter. |          |                              |                           |                   |
| 1860                                     | 1860     | Vincenzo Stocco              | Modéré                    |                   |
| 1860                                     | 1860     | Leonardo La Russa            |                           |                   |
| 1860                                     | 1860     | Giovanni Marincola           |                           |                   |
| 1860                                     | ?        | Liborio Menichini            |                           |                   |
| ?                                        | 1862     | Saverio Greco                |                           |                   |
| 1863                                     | 1863     | Antonio Gimigliano           |                           |                   |
| 1864                                     | 1864     | Ippolito de Riso             |                           | Député et marquis |
| 1865                                     | 1865     | Leonardo La Russa            |                           |                   |
| 1866                                     | 1866     | Vito Migliaccio              |                           |                   |
| 1867                                     | 1868     | Leonardo La Russa            |                           |                   |
| 1869                                     | 1870     | Vitaliano Sanseverino        |                           |                   |
| 1870                                     | 1872     | Leonardo La Russa            |                           |                   |
| 1872                                     | 1877     | Giuseppe Antonio Rossi       |                           |                   |
| 1877                                     | 1882     | Francesco De Seta            |                           |                   |
| 1882                                     | 1888     | Carlo Sanseverino            |                           |                   |
| 1888                                     | 1892     | Giuseppe Antonio Rossi       |                           |                   |
| 1892                                     | 1895     | Giuseppe Ferragina           |                           |                   |
| 1895                                     | 1899     | Raffaele Nottola             |                           |                   |
| 1899                                     | 1902     | Michele Le Pera              |                           |                   |
| 1902                                     | 1905     | Enrico De Seta               |                           |                   |
| 1905                                     | 1910     | Giovanni Jannoni             |                           |                   |
| 1910                                     | 1914     | Enrico De Seta               |                           |                   |
| 1914                                     | 1915     | Giovanni Jannoni             |                           |                   |
| 1915                                     | 1917     | Francesco Spizzirri          |                           |                   |
| 1917                                     | 1919     | Enrico De Seta               |                           |                   |
| 1919                                     | 1920     | Ignazio La Russa             |                           |                   |
| 1920                                     | 1923     | Giovanni Jannoni             |                           |                   |
| 1923                                     | 1928     | Giuseppe di Tocco            | Parti national fasciste   |                   |
| 1928                                     | 1929     | Gaetano Adolfo Contegiacomo  | Parti national fasciste   |                   |
| 1929                                     | 1929     | Salvatore Strano             | Parti national fasciste   |                   |
| 1930                                     | 1932     | Riccardo Raffaeli            | Parti national fasciste   |                   |
| 1932                                     | 1934     | Domenico La Russa            | Parti national fasciste   |                   |
| 1934                                     | 1943     | Fausto Paternostro           | Parti national fasciste   |                   |
| 1943                                     | 1943     | Francesco Carnovale          | Parti national fasciste   |                   |
| 1943                                     | 1943     | Armando Milello              | Parti national fasciste   |                   |
| 1943                                     | 1943     | Armando Bianco               | Parti national fasciste   |                   |
| 1943                                     | 1946     | Giovanni Correale Santacroce | Parti socialiste italien  |                   |
| 1946                                     | 1948     | Vincenzo Turco               | Démocratie chrétienne     |                   |
| 1948                                     | 1956     | Francesco Bova               | Démocratie chrétienne     |                   |
| 1956                                     | 1965     | Gregorio Morisciano          | Démocratie chrétienne     |                   |
| 1965                                     | 1975     | Francesco Pucci              | Démocratie chrétienne     |                   |
| 1975                                     | 1978     | Fausto Bisantis              | Démocratie chrétienne     |                   |
| 1978                                     | 1980     | Cesare Mulè                  | Démocratie chrétienne     |                   |
| 1980                                     | 1982     | Aldo Ferrara                 | Démocratie chrétienne     |                   |
| 1982                                     | 1985     | Marcello Furriolo            | Démocratie chrétienne     |                   |
| 1985                                     | 1987     | Angelo Donato                | Démocratie chrétienne     |                   |
| 1987                                     | 1992     | Marcello Furriolo            | Démocratie chrétienne     |                   |
| 1992                                     | 1993     | Francesco Granato            | Démocratie chrétienne     |                   |
| 1993                                     | 1993     | Francesco Fiorita            | Démocratie chrétienne     |                   |
| 1993                                     | 1993     | Antonio Bevacqua             | Parti républicain italien |                   |
| 1993                                     | 1994     | Natale D'Agostino            |                           |                   |
| 1994                                     | 1996     | Benito Gualtieri             | Parti populaire italien   |                   |
| 1996                                     | 1997     | Aldo Pegorari                |                           |                   |
| 1997                                     | 2005     | Sergio Abramo                | Forza Italia              |                   |
| 2006                                     | 2011     | Rosario Olivo                | Parti démocrate           |                   |
| 2011                                     | 2012     | Michele Traversa             | PdL                       |                   |
| 2012                                     | 2012     | Giuseppina Di Rosa           |                           |                   |
| 2012                                     | 2012     | Sergio Abramo                | PdL                       |                   |
| 2012                                     | 2013     | Silvana Riccio               |                           |                   |
| 2013                                     | 2022     | Sergio Abramo                | PdL                       |                   |
| 2022                                     | en cours | Nicola Fiorita               | Indépendant               |                   |

## Personnalités liées à la commune
(liste non exhaustive)
- Emanuele De Nobili, grand chambellan de Joachim Murat et parmi les hommes les plus riches du royaume de Naples.
- Tommaso Giardino (né en 1799 à Catanzaro), patriote.
- Filippo Marincola (1823, Catanzaro - 1899), député italien.
- Achille Talarico (1837, Catanzaro - 1902, Naples), peintre napolitain.
- Bernardino Grimaldi (1839, Catanzaro - 1897, Rome), ministre de la gauche historique.
- Filippo De Nobili (1875, Catanzaro - 1962, Catanzaro), écrivain antifasciste et antimonarchiste.
- Alfonso Frangipane (1881, Catanzaro - 1970, Reggio de Calabre), peintre, dessinateur, essayiste et historien.
- Francis La Monaca (1882, Catanzaro - 1937, Washington), sculpteur.
- Giuseppe Casalinuovo (1885, San Vito - 1942, Catanzaro), intellectuel, poète et philosophe socialiste.
- Fausto Gullo (1887, Catanzaro - 1974, Spezzano Piccolo), ministre communiste.
- Francesco Maruca (1898, Catanzaro - 1962, Bologne), homme politique communiste.
- Umberto Bosco (1900, Catanzaro - 1987, Rome), historien et homme de lettres.
- Renato Dulbecco (Catanzaro, 22 février 1914 - La Jolla, 20 février 2012), médecin et biologiste. Il a reçu le prix Nobel de médecine en 1975.
- Mimmo Rotella (1918, Catanzaro - 2006, Milan), artiste plasticien.
- Mario Casalinuovo (né en 1922 à Catanzaro), président du Conseil régional de la Calabre et ministre socialiste des Transports.
- Gaetana Tolomeo (1936, Catanzaro - 1997, Catanzaro)  bienheureuse catholique
- Piero Bevilacqua (1944, Catanzaro), écrivain et historien.
- Stefano Mancuso, (1965, Catanzaro), biologiste italien.